# Polycyrtus gynnae
Polycyrtus gynnae är en stekelart som beskrevs av Zuniga 2004. Polycyrtus gynnae ingår i släktet Polycyrtus och familjen brokparasitsteklar. Inga underarter finns listade i Catalogue of Life.